# Hannibal (boek)
Hannibal is het derde boek van Thomas Harris waarin Dr. Hannibal Lecter een rol speelt. Het boek is in 1999 verschenen.
Het verhaal is verfilmd in 2001 als Hannibal.

## Het verhaal
Het boek speelt zich zeven jaar na The Silence of the Lambs af. Clarice Starling, die in het vorig boek enkele interviews met Hannibal Lecter had, is nu afgestudeerd. Met haar carrière gaat het echter niet zo best. Bij een mislukte inval moet ze vijf mensen doodschieten. Paul Krendler, een hoge medewerker op het ministerie van Justitie, werkt haar tegen omdat hij het niet kan verkroppen dat zij de FBI in de zaak-Jame Gumb een stap voor was geweest.
Ondertussen is dr. Hannibal Lecter nog steeds op vrije voeten. Hij bevindt zich nu in Florence. Als dr. Fell slaagt hij erin curator van een museum te worden. Niemand herkent hem, behalve een Italiaanse hoofdinspecteur, Pazzi, die niet zo hoog staat aangeschreven. Hij verkoopt dr. Lecter aan een van zijn eerste slachtoffers, de stinkend rijke sadistische kindermisbruiker Mason Verger, die wraak wil. Masons eigen zus Margot Verger werkt, hoewel hij haar als kind had misbruikt (waarvoor zij ter verwerking therapie bij dr. Lecter had gevolgd) met haar broer mee omdat ze hoopt dat hij zijn sperma aan haar lesbische partner ter beschikking kan stellen zodat ze een kindje en erfgenaam kunnen krijgen. Verger volgde zelf ook therapie bij Lecter, en deze had hem te grazen genomen als straf voor het misbruik van zijn zus en andere kinderen. Verger is een van de weinige slachtoffers van Lecter die het heeft overleefd, maar is hierdoor gruwelijk verminkt. Hij heeft geen vlees meer op zijn gezicht en ziet hij nog maar door één oog, dat geen ooglid meer heeft. Bovendien is hij vanaf zijn nek verlamd. Hij wil Lecter door varkens laten opeten. 
De avond dat Lecter gevangen zou moeten worden, loopt het mis. Lecter beseft dat Pazzi hem herkent en heeft verkocht, en neemt hem te grazen. Lecter hangt Pazzi na de benodigde informatie uit hem te hebben gekregen op op aan zijn eigen darmen aan het Palazzo Vecchio. 520 jaar geleden werd een van zijn voorvaderen daar ook opgehangen. Lecter ontsnapt aan de Sardijnse door Verger betaalde misdadigers die hem al opwachtten waarbij hij er een doodt, en vlucht terug naar de Verenigde Staten.
Clarice Starling zit ondertussen ook niet stil. Ze ontvangt enkele brieven van Lecter. Ze probeert hem op te sporen, maar Krendler  werkt haar nog steeds tegen. Ook hij wil Lecter bezorgen aan Verger, en speelt al lange tijd tegen betaling gevoelige informatie door aan hem. Hij gaat zelfs zo ver dat hij Starling van de zaak haalt.
Uiteindelijk komt Lecter in handen van Verger. Starling weet hem echter te bevrijden. Ze probeert hem weg te krijgen van zijn gruwelijke straf, maar wordt echter geraakt door een verdovingspijltje. Margot Verger neemt vervolgens op suggestie van Lecter wraak op haar broer door hem eerst onder dwang sperma af te nemen en hem vervolgens te doden en uitgerukt haar van Lecter op zijn lichaam achter te laten. Zo wordt de verdenking op Lecter geschoven voor wie een moord extra, weinig uitmaakt.
Lecter neemt Starling mee naar zijn schuilplaats. Als straf voor Krendler nam Lecter hem gevangen en met uiterste precisie maakte hij het schedeldak los, terwijl een gedrogeerde Starling toekijkt. Vakkundig snijdt hij een deel van Krendlers hersenen af, paneert ze en bakt ze, waarna Starling en hijzelf het zich laten smaken. De bizarre maaltijd eindigt met de dood van Krendler.
Lecter, briljant therapeut als hij is, bevrijdt Starling vervolgens van de jeugdtrauma's die hij in hun eerdere ontmoeting nog niet had aangepakt en Starling op haar beurt troost Lecter om het verlies van zijn zusje, lang geleden. De twee krijgen een relatie, maar onzeker blijft of Lecter op een dag niet alsnog zal terugvallen in zijn kannibalisme...